# 4 Ore di Shanghai 2019
La 4 Ore of Shanghai 2019 è stata una gara di corse sportive di endurance tenutasi il 10 novembre 2019, come terza prova del campionato del mondo endurance 2019-2020. È stata la gara inaugurale della nuova formula della gara, passata in questa stagione da 6 a 4 ore. La gara è stata vinta da Bruno Senna, Gustavo Menezes e Norman Nato, nella Rebellion Racing Rebellion R13 n. 1, la prima vittoria per una LMP1 non ibrida.

## Qualifiche

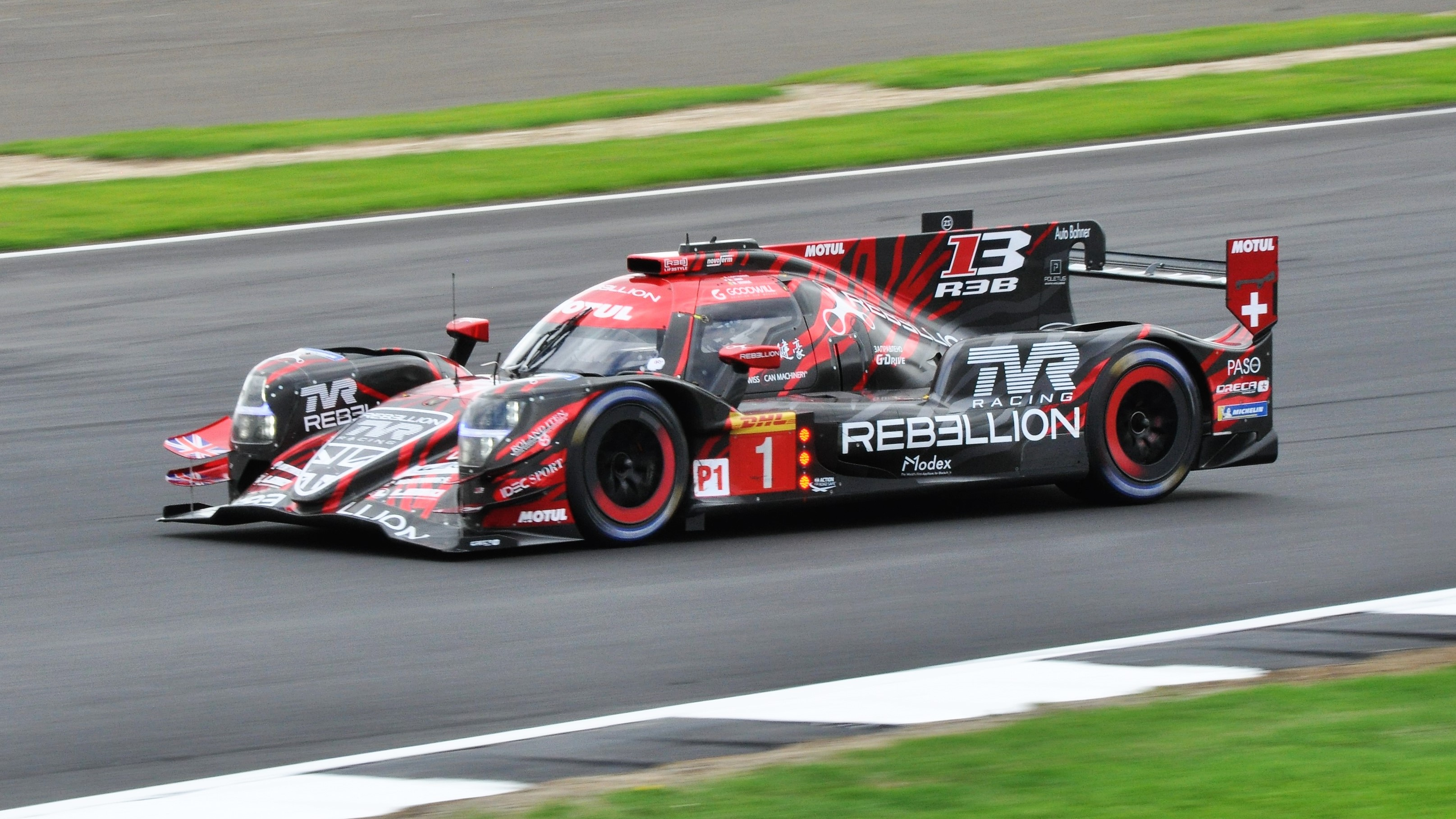
La vettura vincitrice assoluta della gara, la Rebellion Racing Rebellion R13 n. 1, fotografata a Silverstone nel 2018

### Risultati delle qualifiche
I vincitori della pole position in ogni classe sono indicati in grassetto.
| Pos | Classe    | Vettura e squadra           | Tempo medio | Gap    | Griglia |
| --- | --------- | --------------------------- | ----------- | ------ | ------- |
| 1   | LMP1      | No 1. Rebellion Racing      | 1:45.892    | -      | 1       |
| 2   | LMP1      | N. 6 Team LNT               | 1:47.092    | +2.800 | 2       |
| 3   | LMP1      | N. 5 Team LNT               | 1:47.109    | 1.217  | 3       |
| 4   | LMP1      | N. 7 Toyota Gazoo Racing    | 1:47.235    | 1.343  | 4       |
| 5   | LMP1      | N. 8 Toyota Gazoo Racing    | 1:48.180    | 2.288  | 5       |
| 6   | LMP2      | N. 42 Cool Racing           | 1:48.649    | 2.757  | 6       |
| 7   | LMP2      | N. 37 Jackie Chan DC Racing | 1:48.775    | 2.883  | 7       |
| 8   | LMP2      | N. 22 United Autosports     | 1:48.972    | 3.080  | 8       |
| 9   | LMP2      | N. 33 High Class Racing     | 1:49.245    | 3.353  | 9       |
| 10  | LMP2      | N. 38 Jota Sport            | 1:49.739    | 3.847  | 10      |
| 11  | LMP2      | N. 47 Cetilar Racing        | 1:50.496    | 4.604  | 11      |
| 12  | LMP2      | N. 35 Signatech Alpine Elf  | 1:50.941    | 5.049  | 12      |
| 13  | LMGTE-Pro | N. 92 Porsche GT Team       | 1:59.579    | 13.687 | 13      |
| 14  | LMGTE-Pro | N. 95 Aston Martin Racing   | 1:59.597    | 13.705 | 14      |
| 15  | LMGTE-Pro | N. 97 Aston Martin Racing   | 1:59.607    | 13.715 | 15      |
| 16  | LMGTE-Pro | N. 51 AF Corse              | 1:59.687    | 13.795 | 16      |
| 17  | LMGTE-Pro | N. 71 AF Corse              | 2:00.067    | 14.175 | 17      |
| 18  | LMGTE-Pro | N. 91 Porsche GT Team       | 2:00.224    | 14.332 | 18      |
| 19  | LMGTE-Am  | N. 56 Team Project 1        | 2:00.824    | 14.932 | 19      |
| 20  | LMGTE-Am  | N. 98 Aston Martin Racing   | 2:01.528    | 15.636 | 20      |
| 21  | LMGTE-Am  | N. 77 Dempsey-Proton Racing | 2:01.655    | 15.763 | 21      |
| 22  | LMGTE-Am  | N. 90 TF Sport              | 2:02.192    | 16.300 | 22      |
| 23  | LMGTE-Am  | N. 57 Team Project 1        | 2:02.228    | 16.336 | 23      |
| 24  | LMGTE-Am  | N. 54 AF Corse              | 2:02.404    | 16.512 | 24      |
| 25  | LMGTE-Am  | N. 70 MR Racing             | 2:02.602    | 16.710 | 25      |
| 26  | LMGTE-Am  | N. 88 Dempsey-Proton Racing | 2:02.714    | 16.822 | 26      |
| 27  | LMGTE-Am  | N. 86 Gulf Racing           | 2:02.978    | 17.086 | 27      |
| 28  | LMGTE-Am  | N. 83 AF Corse              | 2:03.001    | 17.109 | 28      |
| 29  | LMGTE-Am  | N. 78 Proton Competition    | 2:03.086    | 17.194 | 29      |
| 30  | LMGTE-Am  | N. 62 Red River Sport       | 2:03.239    | 17.347 | 30      |
| 31  | LMP2      | N. 29 Racing Team Nederland | 1:48.431    | +2.539 | 31      |

## Gara

### Risultato della gara
Il numero minimo di giri per la classifica (70% della distanza complessiva di gara della vettura vincitrice) era di 88 giri. I vincitori della classe sono in grassetto.
| Pos | Classe    | N. | Squadra               | Piloti                                                   | Chassis                                        | Gomme | Giri | Tempo/ritiro     |
| Pos | Classe    | N. | Squadra               | Piloti                                                   | Motore                                         | Gomme | Giri | Tempo/ritiro     |
| --- | --------- | -- | --------------------- | -------------------------------------------------------- | ---------------------------------------------- | ----- | ---- | ---------------- |
| 1   | LMP1      | 1  | Rebellion Racing      | Bruno Senna Gustavo Menezes Norman Nato                  | Rebellion R13                                  | M     | 125  | 4:00:59.195      |
| 1   | LMP1      | 1  | Rebellion Racing      | Bruno Senna Gustavo Menezes Norman Nato                  | Gibson GL458 4.5 L V8                          | M     | 125  | 4:00:59.195      |
| 2   | LMP1      | 8  | Toyota Gazoo Racing   | Sébastien Buemi Kazuki Nakajima Brendon Hartley          | Toyota TS050 Hybrid                            | M     | 125  | +1:06.984        |
| 2   | LMP1      | 8  | Toyota Gazoo Racing   | Sébastien Buemi Kazuki Nakajima Brendon Hartley          | Toyota 2.4L Turbo V6                           | M     | 125  | +1:06.984        |
| 3   | LMP1      | 7  | Toyota Gazoo Racing   | Mike Conway Kamui Kobayashi José María López             | Toyota TS050 Hybrid                            | M     | 124  | +1 giro          |
| 3   | LMP1      | 7  | Toyota Gazoo Racing   | Mike Conway Kamui Kobayashi José María López             | Toyota 2.4L Turbo V6                           | M     | 124  | +1 giro          |
| 4   | LMP1      | 5  | Team LNT              | Jordan King Ben Hanley Egor Orudzhev                     | Ginetta G60-LT-P1                              | M     | 124  | +1 giro          |
| 4   | LMP1      | 5  | Team LNT              | Jordan King Ben Hanley Egor Orudzhev                     | AER P60C 2.4 L Turbo V6                        | M     | 124  | +1 giro          |
| 5   | LMP1      | 6  | Team LNT              | Charlie Robertson Michael Simpson Guy Smith              | Ginetta G60-LT-P1                              | M     | 123  | +2 giri          |
| 5   | LMP1      | 6  | Team LNT              | Charlie Robertson Michael Simpson Guy Smith              | AER P60C 2.4 L Turbo V6                        | M     | 123  | +2 giri          |
| 6   | LMP2      | 38 | Jota Sport            | António Félix da Costa Roberto González Anthony Davidson | Oreca 07                                       | G     | 121  | +4 giri          |
| 6   | LMP2      | 38 | Jota Sport            | António Félix da Costa Roberto González Anthony Davidson | Gibson GK428 4.2 L V8                          | G     | 121  | +4 giri          |
| 7   | LMP2      | 37 | Jackie Chan DC Racing | Ho-Pin Tung Gabriel Aubry Will Stevens                   | Oreca 07                                       | G     | 121  | +4 giri          |
| 7   | LMP2      | 37 | Jackie Chan DC Racing | Ho-Pin Tung Gabriel Aubry Will Stevens                   | Gibson GK428 4.2 L V8                          | G     | 121  | +4 giri          |
| 8   | LMP2      | 22 | United Autosports     | Filipe Albuquerque Philip Hanson Paul di Resta           | Oreca 07                                       | M     | 121  | +4 giri          |
| 8   | LMP2      | 22 | United Autosports     | Filipe Albuquerque Philip Hanson Paul di Resta           | Gibson GK428 4.2 L V8                          | M     | 121  | +4 giri          |
| 9   | LMP2      | 36 | Signatech Alpine Elf  | Thomas Laurent André Negrão Pierre Ragues                | Oreca 07                                       | M     | 120  | +5 giri          |
| 9   | LMP2      | 36 | Signatech Alpine Elf  | Thomas Laurent André Negrão Pierre Ragues                | Gibson GK428 4.2 L V8                          | M     | 120  | +5 giri          |
| 10  | LMP2      | 29 | Racing Team Nederland | Giedo van der Garde Frits van Eerd Nyck de Vries         | Oreca 07                                       | M     | 120  | +5 giri          |
| 10  | LMP2      | 29 | Racing Team Nederland | Giedo van der Garde Frits van Eerd Nyck de Vries         | Gibson GK428 4.2 L V8                          | M     | 120  | +5 giri          |
| 11  | LMP2      | 33 | High Class Racing     | Anders Fjordbach Mark Patterson Kenta Yamashita          | Oreca 07                                       | G     | 120  | +5 giri          |
| 11  | LMP2      | 33 | High Class Racing     | Anders Fjordbach Mark Patterson Kenta Yamashita          | Gibson GK428 4.2 L V8                          | G     | 120  | +5 giri          |
| 12  | LMP2      | 47 | Cetilar Racing        | Andrea Belicchi Roberto Lacorte Giorgio Sernagiotto      | Dallara P217                                   | M     | 119  | +6 giri          |
| 12  | LMP2      | 47 | Cetilar Racing        | Andrea Belicchi Roberto Lacorte Giorgio Sernagiotto      | Gibson GK428 4.2 L V8                          | M     | 119  | +6 giri          |
| 13  | LMGTE Pro | 92 | Porsche GT Team       | Michael Christensen Kévin Estre                          | Porsche 911 RSR-19                             | M     | 115  | +10 giri         |
| 13  | LMGTE Pro | 92 | Porsche GT Team       | Michael Christensen Kévin Estre                          | Porsche 4.2L Flat-Six                          | M     | 115  | +10 giri         |
| 14  | LMGTE Pro | 91 | Porsche GT Team       | Gianmaria Bruni Richard Lietz                            | Porsche 911 RSR-19                             | M     | 115  | +10 giri         |
| 14  | LMGTE Pro | 91 | Porsche GT Team       | Gianmaria Bruni Richard Lietz                            | Porsche 4.2L Flat-Six                          | M     | 115  | +10 giri         |
| 15  | LMGTE Pro | 97 | Aston Martin Racing   | Alex Lynn Maxime Martin                                  | Aston Martin Vantage AMR GTE                   | M     | 115  | +10 giri         |
| 15  | LMGTE Pro | 97 | Aston Martin Racing   | Alex Lynn Maxime Martin                                  | Aston Martin 4.0L Turbo V8                     | M     | 115  | +10 giri         |
| 16  | LMGTE Pro | 95 | Aston Martin Racing   | Marco Sørensen Nicki Thiim                               | Aston Martin Vantage AMR GTE                   | M     | 115  | +10 giri         |
| 16  | LMGTE Pro | 95 | Aston Martin Racing   | Marco Sørensen Nicki Thiim                               | Aston Martin 4.0L Turbo V8                     | M     | 115  | +10 giri         |
| 17  | LMGTE Pro | 71 | AF Corse              | Davide Rigon Miguel Molina                               | Ferrari 488 GTE EVO                            | M     | 115  | +10 giri         |
| 17  | LMGTE Pro | 71 | AF Corse              | Davide Rigon Miguel Molina                               | Ferrari F154CB 4.0L Turbo V8                   | M     | 115  | +10 giri         |
| 18  | LMGTE Am  | 90 | TF Sport              | Jonathan Adam Charlie Eastwood Salih Yoluç               | <b id="mwAyo">Aston Martin Vantage AMR GTE</b> | M     | 113  | +12 giri         |
| 18  | LMGTE Am  | 90 | TF Sport              | Jonathan Adam Charlie Eastwood Salih Yoluç               | Aston Martin 4.0L Turbo V8                     | M     | 113  | +12 giri         |
| 19  | LMGTE Am  | 57 | Team Project 1        | Jeroen Bleekemolen Felipe Fraga Ben Keating              | Porsche 911 RSR                                | M     | 113  | +12 giri         |
| 19  | LMGTE Am  | 57 | Team Project 1        | Jeroen Bleekemolen Felipe Fraga Ben Keating              | Porsche 4.0L Flat 6                            | M     | 113  | +12 giri         |
| 20  | LMGTE Am  | 98 | Aston Martin Racing   | Paul Dalla Lana Darren Turner Ross Gunn                  | Aston Martin Vantage AMR GTE                   | M     | 113  | +12 giri         |
| 20  | LMGTE Am  | 98 | Aston Martin Racing   | Paul Dalla Lana Darren Turner Ross Gunn                  | Aston Martin 4.0L Turbo V8                     | M     | 113  | +12 giri         |
| 21  | LMGTE Am  | 83 | AF Corse              | Emmanuel Collard Nicklas Nielsen François Perrodo        | Ferrari 488 GTE EVO                            | M     | 113  | +12 giri         |
| 21  | LMGTE Am  | 83 | AF Corse              | Emmanuel Collard Nicklas Nielsen François Perrodo        | Ferrari F154CB 4.0L Turbo V8                   | M     | 113  | +12 giri         |
| 22  | LMGTE Am  | 56 | Team Project 1        | Matteo Cairoli David Heinemeier Hansson Egidio Perfetti  | Porsche 911 RSR                                | M     | 112  | +13 giri         |
| 22  | LMGTE Am  | 56 | Team Project 1        | Matteo Cairoli David Heinemeier Hansson Egidio Perfetti  | Porsche 4.0L Flat 6                            | M     | 112  | +13 giri         |
| 23  | LMGTE Am  | 88 | Dempsey-Proton Racing | Thomas Preining Will Bamber Angelo Negao                 | Porsche 911 RSR                                | M     | 112  | +13 giri         |
| 23  | LMGTE Am  | 88 | Dempsey-Proton Racing | Thomas Preining Will Bamber Angelo Negao                 | Porsche 4.0L Flat 6                            | M     | 112  | +13 giri         |
| 24  | LMGTE Am  | 70 | MR Racing             | Olivier Beretta Kei Cozzolino Motoaki Ishikawa           | Ferrari 488 GTE EVO                            | M     | 112  | +13 giri         |
| 24  | LMGTE Am  | 70 | MR Racing             | Olivier Beretta Kei Cozzolino Motoaki Ishikawa           | Ferrari F154CB 4.0L Turbo V8                   | M     | 112  | +13 giri         |
| 25  | LMGTE Am  | 54 | AF Corse              | Francesco Castellacci Giancarlo Fisichella Thomas Flohr  | Ferrari 488 GTE EVO                            | M     | 112  | +13 giri         |
| 25  | LMGTE Am  | 54 | AF Corse              | Francesco Castellacci Giancarlo Fisichella Thomas Flohr  | Ferrari F154CB 4.0L Turbo V8                   | M     | 112  | +13 giri         |
| 26  | LMGTE Am  | 86 | Gulf Racing           | Ben Barker Michael Wainwright Andrew Watson              | Porsche 911 RSR                                | M     | 112  | +13 giri         |
| 26  | LMGTE Am  | 86 | Gulf Racing           | Ben Barker Michael Wainwright Andrew Watson              | Porsche 4.0L Flat 6                            | M     | 112  | +13 giri         |
| 27  | LMGTE Am  | 62 | Red River Sport       | Bonamy Grimes Charles Hollings Johnny Mowlem             | Ferrari 488 GTE EVO                            | M     | 112  | +13 giri         |
| 27  | LMGTE Am  | 62 | Red River Sport       | Bonamy Grimes Charles Hollings Johnny Mowlem             | Ferrari F154CB 4.0L Turbo V8                   | M     | 112  | +13 giri         |
| 28  | LMGTE Am  | 77 | Dempsey-Proton Racing | Matt Campbell Riccardo Pera Christian Ried               | Porsche 911 RSR                                | M     | 111  | +14 giri         |
| 28  | LMGTE Am  | 77 | Dempsey-Proton Racing | Matt Campbell Riccardo Pera Christian Ried               | Porsche 4.0L Flat 6                            | M     | 111  | +14 giri         |
| 29  | LMGTE Am  | 78 | Proton Competition    | Philippe Prette Louis Prette Vincent Abril               | Porsche 911 RSR                                | M     | 107  | +18 giri         |
| 29  | LMGTE Am  | 78 | Proton Competition    | Philippe Prette Louis Prette Vincent Abril               | Porsche 4.0L Flat 6                            | M     | 107  | +18 giri         |
| NC  | LMP2      | 42 | Cool Racing           | Antonin Borga Alexander Coigny Nicolas Lapierre          | Oreca 07                                       | M     | 30   | Non classificata |
| NC  | LMP2      | 42 | Cool Racing           | Antonin Borga Alexander Coigny Nicolas Lapierre          | Gibson GK428 4.2 L V8                          | M     | 30   | Non classificata |
| DSQ | LMGTE Pro | 51 | AF Corse              | James Calado Alessandro Pier Guidi                       | Ferrari 488 GTE EVO                            | M     | 115  | Squalificata     |
| DSQ | LMGTE Pro | 51 | AF Corse              | James Calado Alessandro Pier Guidi                       | Ferrari F154CB 4.0L Turbo V8                   | M     | 115  | Squalificata     |

1. ↑  La vettura n. 77 Dempsey-Proton Competition è stata penalizzata di 1 giro e 53.707 secondi dagli steward dopo la gara per aver portato un numero eccessivo di gomme da asciutto (24 invece delle 22 gomme utilizzate)  Stewards Decision No.28, su fiawec.alkamelsystems.com, 10 novembre 2019. URL consultato il 19 novembre 2019 (archiviato dall'url originale l'8 settembre 2019).
2. ↑  La vettura n. 51 AF Corse Ferrari è stata squalificata per una altezza della parte anteriore sinistra inferiore ai 50 mm previsti dal regolamento.  Porsche promoted to LMGTE Pro winners after No. 51 AF Corse Ferrari disqualification, su fiawec.com, 10 novembre 2019. URL consultato il 17 novembre 2019.